# Grand Prix Hiszpanii 1969
Grand Prix Hiszpanii 1969 (oryg. Gran Premio de España) – druga runda Mistrzostw Świata Formuły 1 w sezonie 1969, która odbyła się 4 maja 1969, po raz pierwszy na torze Montjuïc Circuit.
15. Grand Prix Hiszpanii, czwarte zaliczane do Mistrzostw Świata Formuły 1.

## Klasyfikacja
| Legenda oznaczeń w tabelach wyników Wyświetl szablon na nowej stronie | Legenda oznaczeń w tabelach wyników Wyświetl szablon na nowej stronie                                                                     |
| Oznaczenie                                                            | Wyjaśnienie |
| --------------------------------------------------------------------- | --- |
| Złoty                                                                 | Zwycięzca lub mistrzostwo |
| Srebrny                                                               | 2. miejsce lub wicemistrzostwo |
| Brązowy                                                               | 3. miejsce lub II wicemistrzostwo |
| Zielony                                                               | Ukończył, punktował (w klasyfikacji generalnej, gdy zdobył co najmniej jeden punkt na przestrzeni sezonu, poza trzema powyższymi opcjami) |
| Niebieski                                                             | Ukończył, nie punktował (w klasyfikacji generalnej, gdy nie zdobył co najmniej jednego punktu na przestrzeni sezonu)                      |
| Czerwony                                                              | Nie zakwalifikował się (NZ) |
| Czerwony                                                              | Nie prekwalifikował się (NPK) |
| Różowy                                                                | Nie ukończył (NU) |
| Różowy                                                                | Niesklasyfikowany (NS) (w klasyfikacji generalnej, gdy nie został sklasyfikowany w żadnym wyścigu sezonu)                                 |
| Czarny                                                                | Zdyskwalifikowany (DK) |
| Czarny                                                                | Wykluczony (WYK/EX) |
| Biały                                                                 | Nie wystartował (NW) |
| Biały                                                                 | Kontuzjowany (K/INJ) |
| Biały                                                                 | Wyścig odwołany (OD/C) |
| Bez koloru                                                            | Został wycofany (WYC/WD) |
| Bez koloru                                                            | Nie przybył (NP/DNA) |
| Bez koloru                                                            | Nie brał udziału w treningach (NT/DNP) |
| Bez koloru                                                            | Nie został zgłoszony (–) |
| Pogrubienie                                                           | Start z pole position |
| Kursywa                                                               | Najszybsze okrążenie wyścigu |
| †                                                                     | Nie ukończył, ale jego rezultat został zaliczony ze względu na przejechanie więcej niż 90% dystansu wyścigu.                              |
| *                                                                     | Sezon w trakcie |
| 1/2/3                                                                 | Punktowana pozycja w sprincie kwalifikacyjnym                                                                                             |
| Lista systemów punktacji Formuły 1                                    | |

| Pos | No | Kierowca             | Konstruktor  | Okrążeń | Czas/powód NU | Poz. Start. | Punktów |
| --- | -- | -------------------- | ------------ | ------- | ------------- | ----------- | ------- |
| 1   | 7  | Jackie Stewart       | Matra-Ford   | 90      | 2:16:54.0     | 4           | 9       |
| 2   | 6  | Bruce McLaren        | McLaren-Ford | 88      | + 2 Okrążenia | 13          | 6       |
| 3   | 8  | Jean-Pierre Beltoise | Matra-Ford   | 87      | + 3 Okrążenia | 12          | 4       |
| 4   | 5  | Denny Hulme          | McLaren-Ford | 87      | + 3 Okrążenia | 8           | 3       |
| 5   | 14 | John Surtees         | BRM          | 84      | + 6 Okrążeń   | 9           | 2       |
| 6   | 4  | Jacky Ickx           | Brabham-Ford | 83      | + 7 Okrążeń   | 7           | 1       |
| NU  | 9  | Pedro Rodríguez      | BRM          | 73      | Silnik        | 14          |         |
| NU  | 15 | Chris Amon           | Ferrari      | 56      | Silnik        | 2           |         |
| NU  | 3  | Jack Brabham         | Brabham-Ford | 51      | Silnik        | 5           |         |
| NU  | 10 | Jo Siffert           | Lotus-Ford   | 30      | Wyciek oleju  | 6           |         |
| NU  | 2  | Jochen Rindt         | Lotus-Ford   | 19      | Wypadek       | 1           |         |
| NU  | 11 | Piers Courage        | Brabham-Ford | 18      | Silnik        | 11          |         |
| NU  | 2  | Graham Hill          | Lotus-Ford   | 8       | Wypadek       | 3           |         |
| NU  | 12 | Jackie Oliver        | BRM          | 1       | Olej          | 10          |         |